# Ophiohelidae
Famille
Synonymes
Ophiomycetidae Ljungman, 1867
Les Ophiohelidae sont une famille d'ophiures de l'ordre des Ophiurida. Elle remplace depuis 2018 celle des Ophiomycetidae. 

## Liste des genres
Selon World Register of Marine Species (17 juin 2014) :
- genre Ophiohelus Lyman, 1880 -- 3 espèces
- genre Ophiomyces Lyman, 1869 -- 9 espèces
- genre Ophiothauma H.L. Clark, 1938 -- 1 espèce
- genre Ophiotholia Lyman, 1880 -- 6 espèces et 1 taxon fossile.

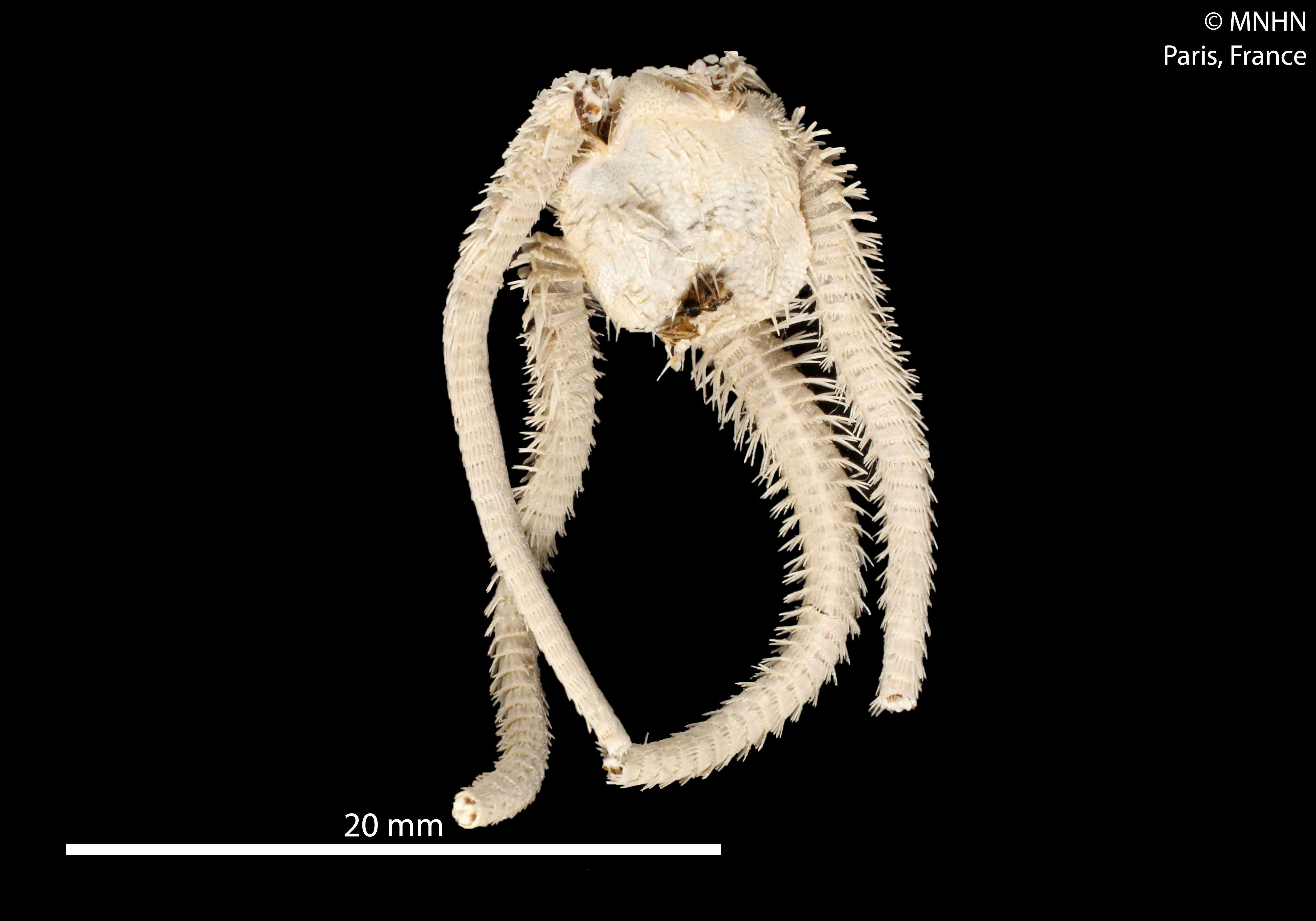
Ophiomyces frutectosus (MNHN)
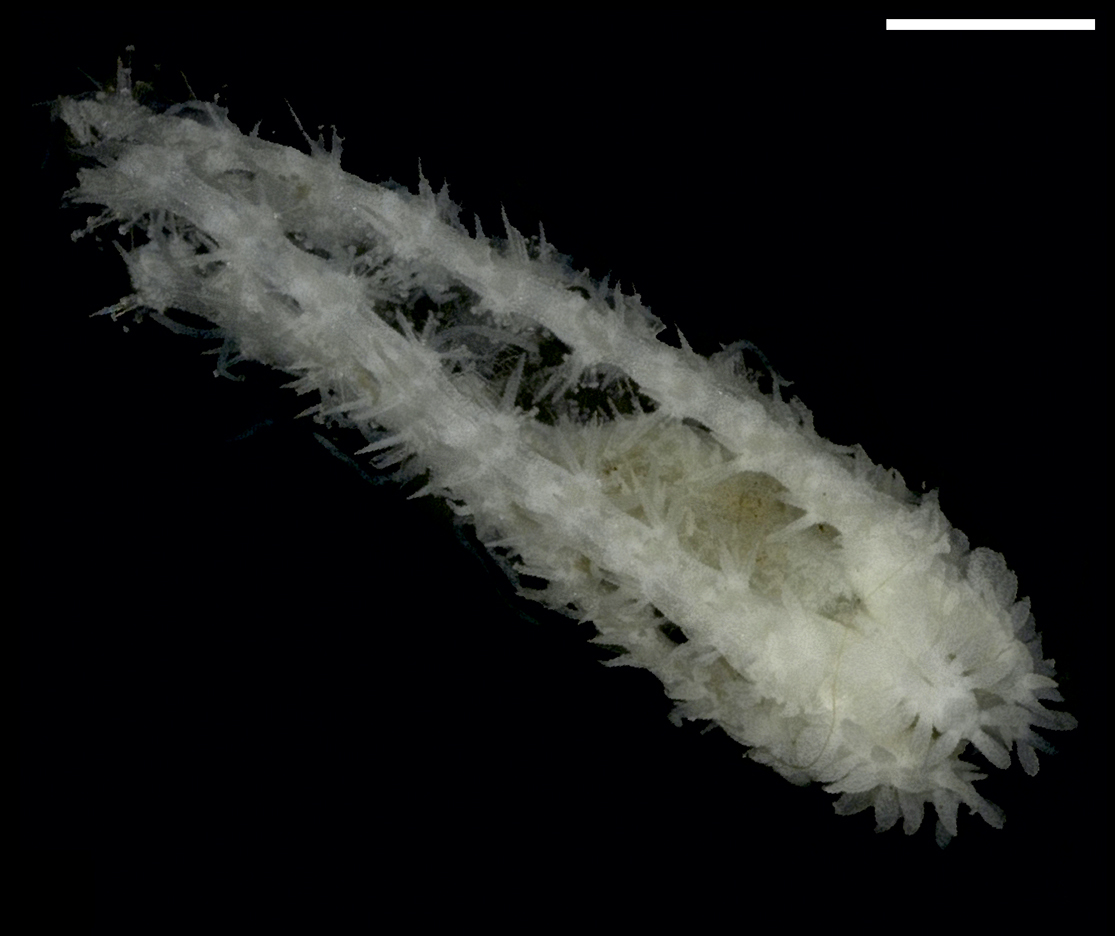
Ophiotholia montana